# Bosco di Milo
Bosco di Milo este o arie protejată (arie specială de conservare — SAC, sit de importanță comunitară — SCI) din Italia întinsă pe o suprafață de 82 ha, integral pe uscat.

## Localizare
Centrul sitului Bosco di Milo este situat la coordonatele 37°42′38″N 15°06′46″E / 37.710499°N 15.112662°E.

## Înființare
Situl Bosco di Milo a fost declarat sit de importanță comunitară în septembrie 1995 pentru a proteja 2 specii de animale. Situl a fost protejat și ca arie specială de conservare în martie 2017.

## Biodiversitate
Situată în ecoregiunea mediteraneană, aria protejată conține 5 habitate naturale: Păduri pe pante, grohotișuri și ravene de Tilio-Acerion, Păduri de stejar alb estice, Păduri de Castanea sativa, Păduri de Quercus ilex și Quercus rotundifolia, Păduri de pin (sub-) mediteraneene cu pini negri endemici.
La baza desemnării sitului se află mai multe specii protejate:
- păsări (1): gaiță (Garrulus glandarius)
- nevertebrate (1): Euplagia quadripunctaria

Pe lângă speciile protejate, pe teritoriul sitului au mai fost identificate 15 specii de plante, 3 specii de păsări, 2 specii de amfibieni, 1 specie de mamifere, 120 de specii de nevertebrate, 6 specii de reptile.